# Trammershof
Trammershof ist ein Gemeindeteil der oberfränkischen Stadt Seßlach im Landkreis Coburg.

## Geografie
Der Weiler Trammershof liegt etwa 15 Kilometer westlich von Coburg an der Alster, einem rechten Zufluss der Itz. Die Kreisstraße CO 6 von Rothenberg nach Setzelsdorf führt durch den Ort. Der ehemalige gutsherrschaftliche Hof ist mit Heilgersdorf zusammengewachsen.

## Geschichte
Die erste urkundliche Erwähnung war im Jahr 1385, als Apel von Schaumberg gegen Dietrich Schott um Güter in „Tramershof“ klagte. 1401 erhielt Karl von Lichtenstein den Zehnt in „Tramershofe“. Der Ortsname geht wohl auf den altslawischen Personennamen Dragomer zurück.
Bis Ende des 18. Jahrhunderts übten die reichsfreien Herren von Lichtenstein die Gutsherrschaft aus. Ihnen folgten die von Bibra. In den 1830er Jahren wurde der Graf von Rotenhan der Eigentümer des Guts. 1750 bestand in Trammershof ein Wirtshaus mit Braurecht. 1840 lebten acht Familien in acht Häusern auf dem Ökonomiegut mit 238 Morgen Grundstücken. Nach dem Gemeindeedikt von 1818 wurde Trammershof zusammen mit Heilgersdorf, Setzelsdorf, Heinersdorf und Wiesen zur Gemeinde Heilgersdorf zusammengefügt. 1862 folgte die Eingliederung der Landgemeinde Heilgersdorf in das neu geschaffene bayerische Bezirksamt Ebern.
Im Jahr 1871 zählte Trammershof 28 Einwohner und fünf Häuser mit 18 Gebäuden. Die zuständige evangelische Pfarrei und die Schule befanden sich im 0,5 Kilometer entfernten Heilgersdorf. Im Jahr 1900 umfasste die Landgemeinde Heilgersdorf mit ihren fünf Orten eine Fläche von 945,82 Hektar, 500 Einwohner, von denen 467 evangelisch waren, und 89 Wohngebäude. In Trammershof lebten 13 Personen in drei Wohngebäuden. 1925 hatte der Weiler, der zum Sprengel der katholischen Pfarrei Seßlach gehörte, 21 Einwohner und drei Wohngebäude und 1950 26 Einwohner. 1970 zählte der Ort 40 Einwohner.
Am 1. Juli 1972 wurde der unterfränkische Landkreis Ebern aufgelöst. Seitdem gehört Trammershof zum Landkreis Coburg. Im Zuge der bayerischen Gebietsreform verlor Heilgersdorf am 1. Mai 1978 seine Selbstständigkeit als Gemeinde. Trammershof wurde Gemeindeteil von Seßlach.